# AnimeJapan
AnimeJapan est un salon japonais grand public d'anime qui s'est tenu pour la première fois au parc des expositions Tokyo Big Sight à Tokyo, en mars 2014. Il est né de la fusion du Tokyo International Anime Fair avec l'Anime Contents Expo.

## Description
L'AnimeJapan est organisé par le comité exécutif d'AnimeJapan avec le soutien de l'Association des animations japonaises et de l'Association des éditeurs de mangas,. L'événement AnimeJapan 2020 a été annulé en raison de la pandémie de Covid-19 et l'événement 2021 a eu lieu en ligne, l'événement revenant à Tokyo Big Sight en 2022.
Le comité exécutif d'AnimeJapan est composé des 19 sociétés suivantes.

## Événements notables
| Date            | Nombre de personnes | Exposants | Lieu                   |
| --------------- | ------------------- | --------- | ---------------------- |
| 22-23 mars 2014 | 111 252             | +100      | Tokyo Big Sight, Tokyo |
| 20-22 mars 2015 | 121 540             | +100      | Tokyo Big Sight, Tokyo |
| 25-27 mars 2016 | 135 323             | +100      | Tokyo Big Sight, Tokyo |
| 23-26 mars 2017 | 145 453             | +100      | Tokyo Big Sight, Tokyo |